# Pierina De Micheli
Maria Pierina De Micheli (* 11. September 1890 in Mailand; † 26. Juli 1945 in Centonara) war eine römisch-katholische Ordensfrau in der Kongregation der Töchter der Unbefleckten Empfängnis von Buenos Aires. Sie wurde am 10. Mai 2010 seliggesprochen. Ihr Gedenktag in der Liturgie ist der 11. September.

## Leben
Am 11. September 1890 wurde Mutter Maria Pierina De Micheli als Giuseppina Franceschina Giovanna Maria De Micheli in Mailand geboren. Ihre Eltern waren Luigina Radice und Cesare De Micheli. Die Eheleute hatten noch sechs weitere Kinder: Angelina, Giovanna, Riccardo, Piero, Maria und Giuseppe, der allerdings am 8. Mai 1889 im Alter von 13 Jahren schon verstorben war.
Am Tag ihrer Geburt wurde Giuseppina in der Pfarrkirche San Pietro in Sala getauft. Als Giuseppina 18 Monate alt war, starb ihr herzkranker Vater. Die Mutter übernahm das Geschäft; morgens ging sie zur Messe und abends betete sie mit den Kindern den Rosenkranz. Die älteste Tochter, Angelina, übernahm die Erziehung der Geschwister.
Giuseppina war körperlich schwächlich, besaß aber einen starken Charakter. In der Familie herrschte eine Atmosphäre von aufrichtiger und gelebter Frömmigkeit. Angelina brachte ihren Geschwistern und besonders der kleinen Giuseppina eine Spiritualität nahe, die geprägt war von der Verehrung der Eucharistie sowie Verzicht und Schweigen. So begann Giuseppina schon früh ein tiefes, spirituelles inneres Leben.
Am 3. Mai 1898 empfing Giuseppina in der Pfarrkirche San Pietro in Sala die Erstkommunion und am 26. Juni desselben Jahres durch Angelo Maria Mantegazza, Weihbischof in Mailand, das Sakrament der Firmung.
Als Giuseppina zehn Jahre alt war, trat ihre älteste Schwester Angelina in den Mailänder Konvent der Anbetungsschwestern ein.
Am Karfreitag des Jahres 1902 besuchte sie die Karfreitagsliturgie in der Pfarrkirche San Pietro in Sala. Bei der Kreuzverehrung hörte die elfjährige Giuseppina die Stimme Jesu Christi, der sie fragte: „Gibt mir niemand einen Kuss der Liebe auf mein Gesicht, um den Kuss des Judas wieder gut zu machen?“. In diesem Augenblick begann ihre besondere Verehrung des heiligen Antlitzes.
Ihre Schwester Maria wurde am 1. Oktober 1909 in der Gemeinschaft der Ursulinen von San Carlo eingekleidet. Während dieser Feier verspürte Giuseppina die Berufung zu einem gottgeweihten Leben in einer Gemeinschaft.
Ihrem Bruder Riccardo, der inzwischen Priester geworden war, sagte sie, dass die Schwestern der Gemeinschaft, in die sie eintreten wolle, Gewänder in der Farbe des Himmels tragen sollten. Diese Gemeinschaft fand sie in den Töchtern der Unbefleckten Empfängnis von Buenos Aires, die einen Konvent in der Mailänder Via d´Elba hatten. Dort lernte sie auch die Gründerin der Gemeinschaft, die Generaloberin Madre Maria Eufrasia Iaconis (* 18. November 1867, † 2. August 1916) und Schwester Maria Standislada kennen, die wichtige Bezugspersonen in den ersten Ordensjahren für sie wurden.
Am 15. Oktober 1913 trat Giuseppina in die Gemeinschaft der Töchter der Unbefleckten Empfängnis von Buenos Aires ein und erhielt den Ordensnamen Maria Pierina. Sie legte am 23. Mai 1915 ihre erste, zeitliche Profess ab.
Nach dem Ordenseintritt machte sie eine Ausbildung zur Schneiderin und lernte Französisch. Außerdem begann sie, sich um Kinder und Jugendliche und deren (religiöse) Erziehung zu kümmern.
Obwohl ihrer Mutter wegen ihrer schlechten Gesundheit versprochen worden war, dass Schwester Pierina Mailand nicht verlassen müsse, entschieden die Ordensoberen, dass Schwester Pierina in das Mutterhaus der Kongregation nach Buenos Aires, Argentinien, gehen sollte. Am 21. Mai 1919 bestieg sie das Schiff in Genua und verließ Italien.
In Buenos Aires war sie als Lehrerin an der ordenseigenen Schule tätig. Obwohl sie sich mit dem Spanischen zunächst schwer tat, unterrichtete sie dort Mathematik und machte eine Ausbildung als Lehrerin. In Buenos Aires litt sie sehr an der Trennung von ihrer Mutter und der Familie sowie an dem Klima, das immer wieder zu Ohnmachtsanfällen bei ihr führte. Aber alles Leiden opferte sie Gott für die armen Seelen und die Priester auf.
Am 11. Juli 1921 legte Schwester Pierina die Ewige Profess im Mutterhaus ab. Danach wurde sie wieder in ihre Heimat Italien geschickt und kehrte am 5. November 1921 in den Konvent nach Mailand zurück.
Am 21. September 1923 starb ihre Mutter. Einen Tag zuvor hatte sie noch versucht Pierina im Kloster zu besuchen. Diese ließ sich allerdings verleugnen, um ihren Schmerz über das Nichtsehen ihrer geliebten Mutter aufopfern zu können.
Ihre geistliche und mütterliche Vertraute, Schwester Maria Stanislada, wurde 1928 Generaloberin der Gemeinschaft.
Ihre Mitschwestern wählten Schwester Pierina am 12. April 1928 zur Hausoberin des Mailänder Konventes. Die Generaloberin Madre Stanislada bestätigte diese Wahl.
Am 27. September 1928 starb Madre Stanislada unerwartet. Madre Pierina litt sehr unter diesem Verlust.
Die neue Generaloberin bestätigte Madre Pierina als Hausoberin des Mailänder Konventes und ernannte sie zu ihrer Delegierten für Angelegenheiten in Italien.
Madre Pierina legte viel Wert auf eine spirituelle wie auch kulturelle Ausbildung. Aus diesem Grund intensivierte sie ihre Bemühungen für die Grundschule und eröffnete auch eine Mittelschule, die staatlich anerkannt wurde.
Von einem Prälaten der römischen Kurie, Monsignore Spirito Chiappetta, bekam die Gemeinschaft ein Haus in Centonara am Lago d´Orta geschenkt, das von den Schwestern für Exerzitien und zur Erholung genutzt wird.
1936 wurde sie für weitere drei Jahre zur Hausoberin in Mailand gewählt.
Ein großer Wunsch der Gemeinschaft ging 1938 in Erfüllung: ein Haus in Rom. In Absprache mit der Generaloberin Madre Maria Filomena begann Madre Pierina mit der Organisation des Neubaus am Fuß des Aventin auf einem Gelände, das bereits Madre Maria Stanislada erworben hatte. Der Neubau wurde von Monsignore Spirito Chiappetta, einem engen Mitarbeiter von Kardinal Eugenio Pacelli, dem Patron der Gemeinschaft und späterem Papst Pius XII., entworfen. Madre Pierina wachte persönlich über die Bauarbeiten des neuen „Istituto Spirito Santo“.
Im September 1939 wurde Madre Pierina zur Hausoberin des neuen Hauses in Rom gewählt. Am 6. Januar 1940 wurde sie zur Provinzoberin ernannt. Weiterhin reiste Madre Pierina regelmäßig nach Mailand, um am Leben ihrer Mitschwestern dort Anteil zu nehmen.
Während ihrer Zeit in Rom litt Madre Pierina an einer schweren Lungenerkrankung, von der sie aber auf die Fürsprache des hl. Einsiedlers Silvester geheilt wurde.
Die Jahre in Mailand und Rom waren für Madre Pierina gefüllt von intensiver und anstrengender körperlicher Arbeit. Sie war stets beschäftigt mit der Verwaltung des Konvents, der Organisation der Schulen, der Sorge um neue Berufungen für die Gemeinschaft sowie der Sorge um das geistliche Leben ihrer Mitschwestern.
Nach dem Ende des Zweiten Weltkriegs reiste Madre Pierina am 7. Juni 1945 von Rom nach Mailand und von dort am 1. Juli weiter nach Centonara. Dort starb sie am 26. Juli 1945 an einer Lungenentzündung und wurde am 29. Juli auf dem dortigen Friedhof beigesetzt.
1962 wurde der Seligsprechungsprozess eröffnet. Im Zuge dessen wurden die sterblichen Überreste von Madre Pierina im Jahr 2007 nach Rom überführt.

## Spiritualität und die Verehrung des Heiligen Antlitzes
Am Karfreitag im Jahr 1902 hörte die elfjährige Pierina die Stimme Jesu. Dieses Erlebnis erweckte in ihr die besondere Verehrung des heiligen Antlitzes Jesu. Später verbreitete sie diese Verehrung auch weiter unter ihren Mitschwestern im Orden als wirksames Mittel gegen die Versuchungen des Bösen.
Ihre besondere Verehrung galt auch der heiligen Therese vom Kinde Jesu und vom heiligen Antlitz, an deren Heiligsprechung sie am 17. Mai 1925 in Rom teilnehmen konnte.
Als Ordensschwester wurde Pierina zunächst in Mailand von den beiden Jesuiten Pater Marini und Pater Rosi geistlich begleitet.
In Rom hatte jedoch Pater Ildebrando Gregori, Generalabt der Silvestriner, erheblichen Einfluss auf sie. Er war ihr Beichtvater und Seelenführer, der sie bis zu ihrem Tod begleitete.
Er war es auch, der Madre Pierina dazu drängte, ihre Erinnerungen und Notizen in Bezug auf ihre mystischen Erlebnisse im Tagebuch zu sammeln. Der Großteil der Schriften wurde allerdings auf Wunsch von Madre Pierina vernichtet.
In den Aufzeichnungen Madre Pierinas entdeckt man Notizen über außerordentliche Erlebnisse und mystische Phänomene, besonders im Bezug auf die Verehrung des heiligen Antlitzes:
Sie wurde regelmäßig nachts von Dämonen und 'dem bösen Feind' heimgesucht. Diese Heimsuchungen gingen einher mit seelischen, aber oft auch körperlichen Leiden. Ihre Mitschwestern berichteten während des Seligsprechungsverfahrens von nächtlichen Tumulten und Lärm aus dem Zimmer von Madre Pierina. Einrichtungsgegenstände waren zerstört oder Bilder des heiligen Antlitzes waren zerrissen und entehrt worden. Madre Pierina hatte schwer unter den Begegnungen mit den Dämonen zu leiden, versuchte aber stets ihren Aufgaben und Verpflichtungen nachzukommen, ohne Rücksicht auf ihre eigene Gesundheit. Wenn Mitschwestern sie auf die nächtlichen Ereignisse ansprachen, leugnete Madre Pierina diese.
Madre Pierina hatte auch regelmäßig Visionen von Jesus und der Gottesmutter Maria, die ihr Botschaften überbrachten und ihre Leiden als Sühneopfer für arme Seelen annahmen.
Immer wieder forderte Jesus von ihr, dass sein heiliges Antlitz besonders verehrt werden solle.
In einer Vision der Gottesmutter am 31. Mai 1938 erhielt Madre Pierina in der Kapelle des Mailänder Konventes den Auftrag, die Verehrung des heiligen Antlitzes Jesu weiter zu fördern: die Gottesmutter trug ihr auf, ein Skapulier anzufertigen, auf dessen Vorderseite das Antlitz Jesu und auf der Rückseite eine Hostie mit dem IHS-Monogramm umgeben von Strahlen zu sehen sein sollte. Die Gottesmutter versprach große Gnaden für diejenigen, die dieses Skapulier tragen und jeden Dienstag dem Allerheiligsten einen Besuch abstatten sowie täglich die Kommunion empfangen.
Madre Pierina wollte dieser Anweisung folgen, ihr Seelenführer jedoch empfahl ihr, statt des Skapuliers aus Stoff lieber eine Medaille anfertigen zu lassen. Sie bemühte sich alsbald um die Erlaubnis der erzbischöflichen Kurie in Mailand, diese Medaille herstellen und verbreiten zu dürfen. Sie befürchtete jedoch, dass eine einfache, unbedeutende Ordensschwester wie sie diese Erlaubnis nicht bekäme. Am 9. August 1940 erhielt Madre Pierina aber von der erzbischöflichen Kurie die erhoffte Genehmigung.
Sie ließ eine Medaille anfertigen, auf deren Vorderseite eine Reproduktion des Gesichts Jesu vom Turiner Grabtuch und auf der Rückseite eine Hostie mit IHS-Monogramm geprägt ist. Das Geld für die Herstellung der Medaillen, 11.200 Lire, fand Madre Pierina auf wundersame Weise eines Tages in einem Umschlag auf ihrem Schreibtisch.
Auf ihre Bedenken hin, dass die Gottesmutter ihr ein Skapulier und keine Medaille in Auftrag gegeben hatte, erschien ihr die Gottesmutter ein weiteres Mal und versicherte ihr, dass auch die Medaille die gleichen Gnaden vermitteln werde.
In weiteren Visionen forderte Jesus ein besonderes Fest zu Ehren seines heiligen Antlitzes. Dieses Fest solle am Dienstag vor dem Aschermittwoch begangen werden und mit einer Gebetsnovene vorbereitet werden.
Ihr Seelenführer in Rom, Generelabt Ildebrando Gregori, unterstützte Madre Pierina sehr in der Verbreitung der Verehrung des heiligen Antlitzes. Durch Vermittlung von Monsignore Chiapetta wurde sie zweimal von Pius XII. in Privataudienz empfangen und konnte ihm von der Aufforderung Jesu und der Verehrung des heiligen Antlitzes berichten.
Am 17. April 1958 approbierte Pius XII. das Fest des heiligen Antlitzes für den Dienstag vor Aschermittwoch.
Durch den Kontakt zu Pater Ildebrando Gregori, dem Generalabt der Benediktiner vom hl. Silvester (Silvestriner), wurde Madre Pierina auch eine glühende Verehrerin des heiligen Einsiedlers Silvestro Guzzolini, des Gründers dieser Benediktiner-Kongregation. Der hl. Silvestro Guzzolini erschien ihr in mehreren Visionen und auf seine Fürsprache führte sie ihre Heilung von einer schweren Lungenerkrankung zurück.

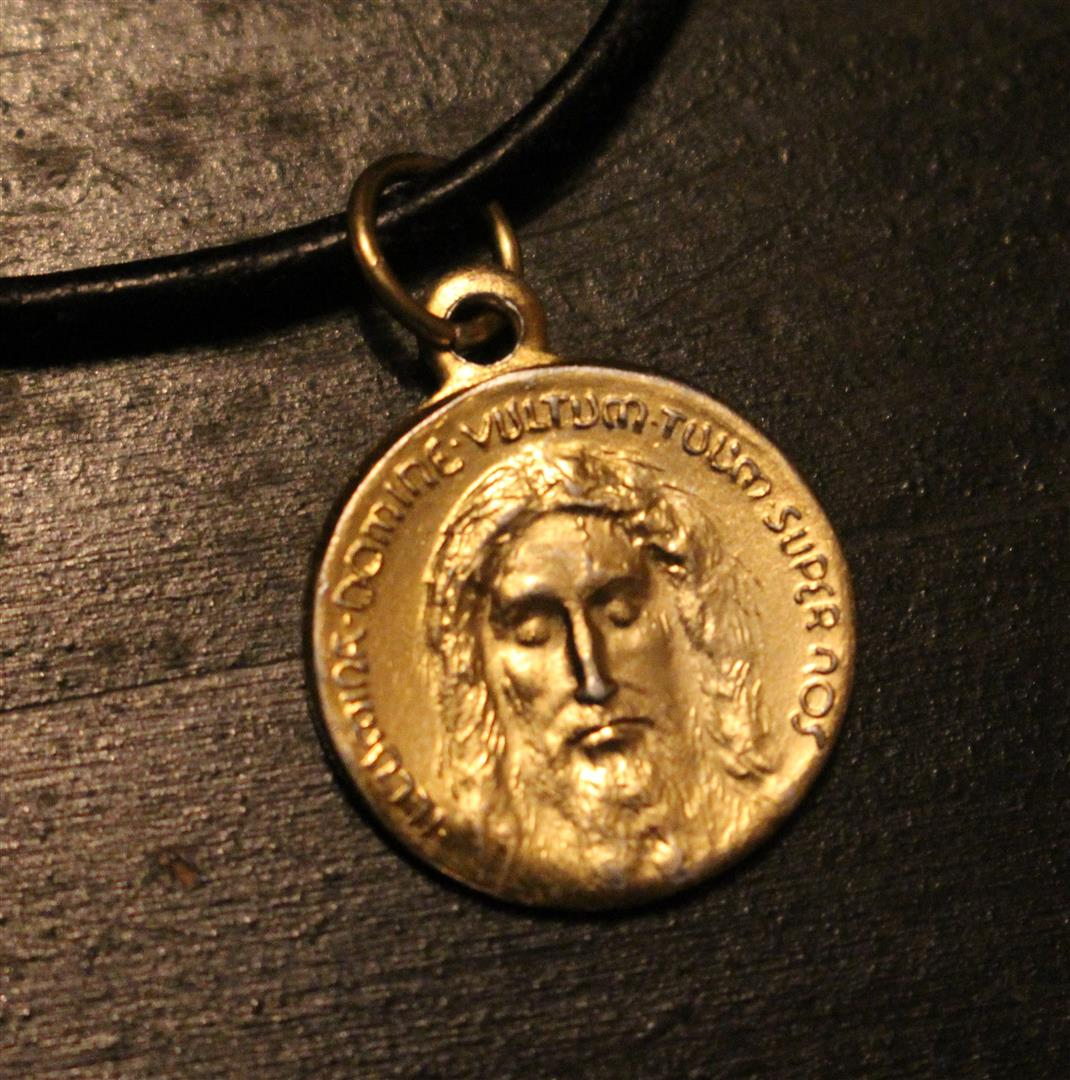
Vorderseite Medaille des heiligen Antlitzes
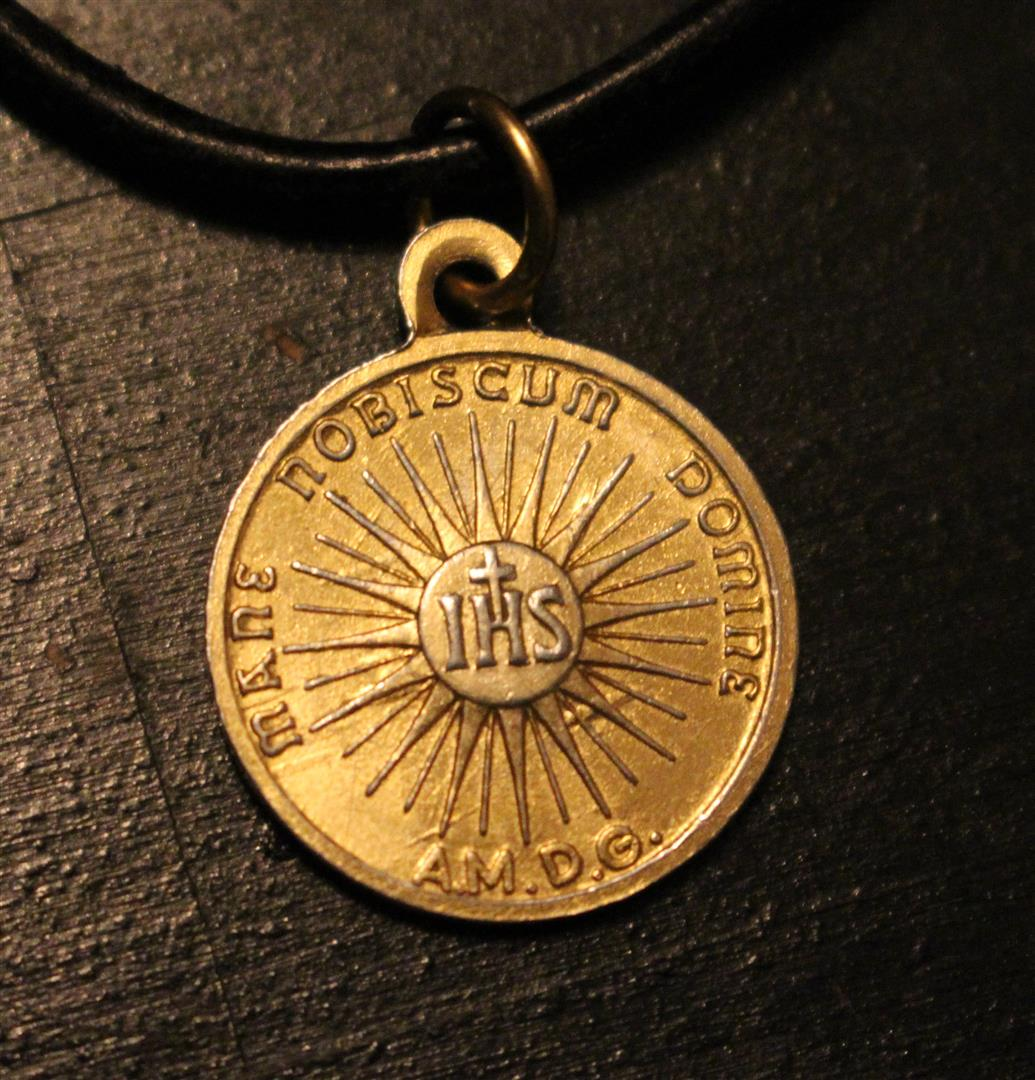
Rückseite Medaille des heiligen Antlitzes

## Seligsprechungsprozess

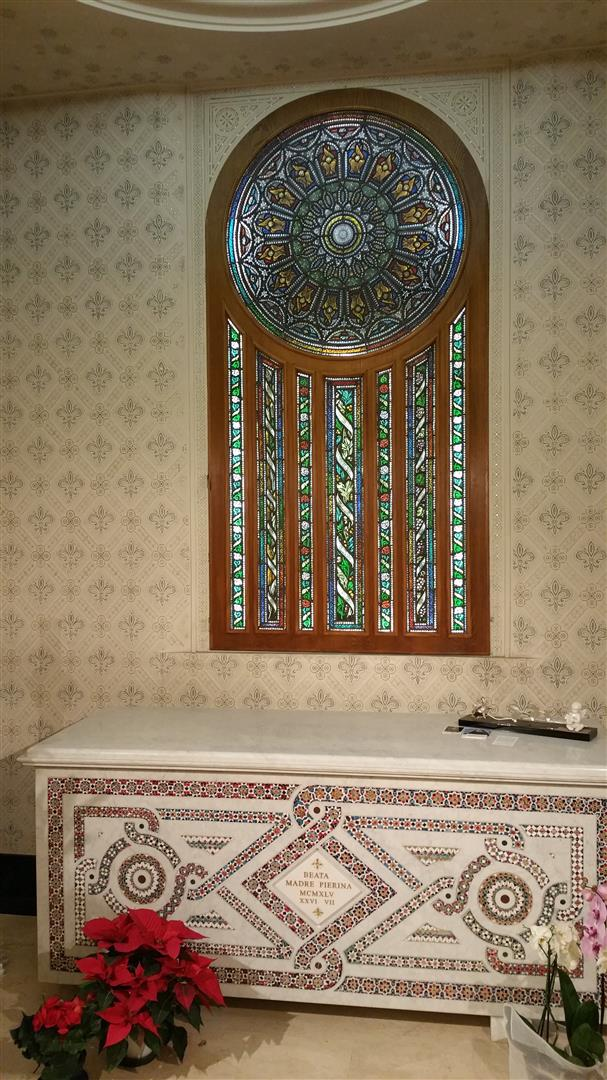
Das Grab von Madre Pierina in der Kapelle des Istituto Spirito Santo

Im Jahr 1962 wurde der Seligsprechungsprozess im Bistum Novara eröffnet. Es wurden 24 Zeugen angehört.
Vom 2. Mai 1965 bis zum 17. Februar 1968 wurde der Prozess im Vikariat Rom fortgeführt und es wurden 22 Zeugen befragt.
1970 wurden die sterblichen Überreste von Madre Pierina exhumiert und zunächst vom Friedhof in die Pfarrkirche von Centonara überführt und dann am 2. Mai 1970 in die Krypta der Kapelle des Volto Santo im Konventsgebäude.
Am 9. August 2002 wurde im Bistum Novara der Prozess über ein Wunder, das 1994 auf die Fürsprache von Madre Pierina geschehen sein soll, eröffnet. Dieser wurde am 3. Juni 2003 abgeschlossen.
Ihre sterblichen Überreste wurden am 23. März 2007 von Centonara nach Rom überführt. Sie wurden am 27. März in der Kapelle des Istituto Spirito Santo (Via Asinio Pollione 5) beigesetzt. Dort ruhen sie in der Seitenkapelle in einem Marmorsarkophag.
Papst Benedikt XVI. verlieh ihr am 17. Dezember 2007 den Titel „Ehrwürdige Dienerin Gottes“. Am 3. April 2009 unterzeichnete er das Dekret, in dem das auf ihre Fürsprache hin geschehene Wunder anerkannt wurde. Angelo Kardinal Amato, Präfekt der Kongregation für die Selig- und Heiligsprechungsprozesse, feierte die Seligsprechung am 30. Mai 2010 in der römischen Basilika Santa Maria Maggiore.

## Gedenktag
Der liturgische Gedenktag ist der 11. September, ihr Geburts- und Tauftag.

## Werke
- Diario Tagebuch der Maria Pierina di Micheli, San Paolo Edizioni, Mailand, 2014, ISBN 978-88-215-9201-0.
- Consolare Gesù. Ecco la mia missione in terra, (hrsg. von Nicola Gori) San Paolo Edizioni, Mailand, 2010, ISBN 978-88-215-6955-5.